# 阿扎乡 (浪卡子县)
阿扎乡，是中华人民共和国西藏自治区山南市浪卡子县下辖的一个乡镇级行政单位。

## 行政区划
阿扎乡下辖以下地区：
夏瓦村、康巴村、增巴村、阿扎村、玉龙村、顶巴村、亚龙村、洞巴村、知巴村、吾巴村、扎岗村和苏角村。